# Bronisław Geremek
Bronisław Geremek (Warschau, 6 maart 1932 – Lubień (Groot-Polen), 13 juli 2008) was een Pools politicus en historicus van Joodse komaf. Sinds 2004 was hij Europarlementariër. Hij was voorzitter van de Vrijheidsunie en minister van Buitenlandse Zaken. Ook was hij betrokken bij de oprichting van de Poolse vakbond Solidarność.

## Jeugd
Geremek was de zoon van een rabbijn. Zijn vader werd vermoord in het concentratiekamp Auschwitz. Samen met zijn moeder werd hij in 1943 uit het Getto van Warschau gesmokkeld en dook onder bij een Poolse familie.

## Opleiding en werkzaamheden
In 1954 studeerde Geremek af aan de faculteit historie van de Universiteit van Warschau en tussen 1956 en 1958 voltooide hij postdoctorale opleidingen aan de École pratique des hautes études in Parijs. Hij promoveerde in 1960 en in 1972 ontving hij zijn postdoctorale graad aan de Polish Academy of Sciences. In 1989 werd hij benoemd tot buitengewoon professor in de middeleeuwse geschiedenis en in 1993 tot professor.
Hij was gespecialiseerd in cultuurgeschiedenis en de middeleeuwse samenleving. Hij schreef veel artikelen en publicaties die zijn vertaald in tien talen. Zijn promotieonderzoek (1960) handelde over de arbeidsmarkt in het middeleeuwse Parijs. Zijn postdoctoraal onderzoek spitste zich toe op de ondergrondse groeperingen in datzelfde middeleeuwse Parijs.

### Onderzoekscarrière
Geremek werkte het grootste deel van zijn onderzoekscarrière bij het Historisch Instituut van de Poolse Wetenschapsacademie. Hij was daar werkzaam van 1955 tot 1985. Van 1960 tot 1965 was hij hoogleraar aan de Sorbonne in Parijs en de manager van het Poolse Cultureel Centrum van diezelfde universiteit. Hij heeft eredoctoraten gekregen bij diverse universiteiten waaronder de Universiteit van Bologna, de Universiteit Utrecht, de Sorbonne en de Columbia University.

## Politieke carrière

### Communistisch Polen
In 1950 sloot Geremek zich aan bij de Poolse Communistische Partij. Hij was de tweede secretaris van de Basic Party Organisation (POP) van deze partij bij de universiteit van Warschau. In 1968 trok hij zich terug uit de partij uit protest tegen de inval van de overige landen van het Warschaupact in Tsjecho-Slowakije.
In de jaren 70 van de 20e eeuw werd hij beschouwd als een van de leidende figuren in de Poolse oppositie. Hij was medeoprichter van de Society for Educational Courses, waar hij lezingen gaf. In augustus 1980 sloot hij zich aan bij de protestbeweging van de havenarbeiders uit Gdańsk en werd een van de adviseurs van de vakbond Solidarność (Pools voor Solidariteit).
In 1981 was hij de voorzitter van de programmacommissie tijdens de eerste nationale conventie van die partij. Het lukte de partij om het communistische regime op vreedzame wijze tot vergaande concessies te dwingen.
Deze situatie was voor de communistische machthebbers in Moskou niet verteerbaar en een interventie hing in de lucht. Onder druk van de Sovjet-Unie kondigde generaal Wojciech Jaruzelski op 13 december 1981 de staat van beleg af. De macht van de communisten werd hersteld en de vakbond Solidarność en andere oppositiebewegingen werden verboden. Dit leidde tot de arrestatie van onder andere Geremek en hij werd een jaar gevangengezet, tot december 1982. Daarna werd hij adviseur van Solidarność, die toen illegaal was, en werkte daarbij nauw samen met Lech Wałęsa. In 1983 werd hij opnieuw gearresteerd.

### De derde Poolse republiek

#### De rondetafelbijeenkomsten
Tussen 1987 en 1989 was Gemerek de leider van de commissie voor politieke hervormingen of the Civic Comité, welke voorstellen voorbereidde voor een vreedzame democratische hervorming van Polen. In 1989 speelde hij een cruciale rol in de debatten tussen Solidarność en de overheid (de ronde tafelbijeenkomsten) welke leidden tot vrije verkiezingen en de inrichting van een tweekamerparlement.
Geremek was vervolgens medeoprichter van de Democratische Unie, die later opging in de Vrijheidsunie (Unia Wolności) en tegenwoordig als de Democratische Partij door het leven gaat. Ook was hij de fractieleider van zijn partij van 1990 tot 1997. Na de verkiezingen van 1991 werd hij door de president Lech Wałęsa gevraagd om een nieuwe regering te vormen. Geremek slaagde hier niet in en vervolgens werd Jan Olszewski aangesteld als Minister-President.
Van 1989 to 2001 was Geremek lid van de Sejm, de Poolse Tweede Kamer en voorzitter van de politieke raad van de Vrijheidsunie. Hij was voorzitter van de parlementscommissie Buitenlandse Zaken van 1989 tor 1997, de Grondwetscommissie van 1989 to 1991 en de commissie Europese wetgeving van 2000 tot 2001.
Nadat in 1997 een nieuwe regering was gevormd tussen de AWS en de Vrijheidsunie, werd hij aangesteld als Minister van Buitenlandse Zaken onder premier Jerzy Buzek en diende tot 2000. In maart 1999 tekende hij namens Polen het toetredingsverdrag tot de NAVO.

### Europees Parlement

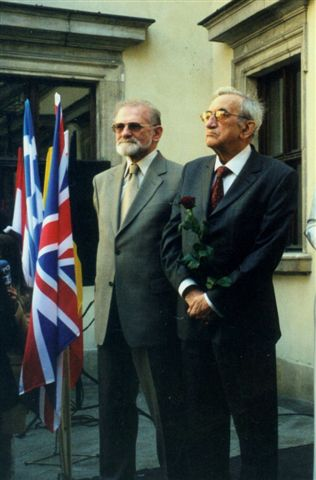
Bronisław Geremek (l) en Tadeusz Mazowiecki (r), 1 mei 2004

Tijdens de Europese Parlementsverkiezingen van juni 2004 werd Geremek verkozen als kandidaat van de Vrijheidsunie, waarbij hij het hoogst aantal stemmen van Warschau vergaarde. In het Europees Parlement was hij lid van de Alliantie van Liberalen en Democraten voor Europa.
In april 2007 weigerde Geremek een, in Polen omstreden, verklaring te ondertekenen waarin hij aangaf nooit te hebben samengewerkt met de Geheime Dienst in het kader van een zuiveringsactie. Een maand later werd deze actie door de Poolse Hoge Raad afgekeurd en gestopt, inclusief de verplichting voor zo'n 700.000 Polen om deze verklaring te ondertekenen.

## Onderscheidingen, benoemingen, eerbetoon
Geremek ontving de Orde van Verdienste van de Bondsrepubliek Duitsland, de Internationale Karelsprijs Aken (1998), en is benoemd door Frankrijk als tot officer van het Légion d'honneur.
In 2002 kreeg hij van president Aleksander Kwaśniewski de belangrijkste Poolse onderscheiding, de Orde van de Witte Adelaar. In 2000 ontving hij de Four Freedoms Award voor vrijheid van meningsuiting.

### Geremek lezing
Sinds 2009 organiseert de Universiteit Utrecht, via het Utrecht Centre for Global Challenges, jaarlijks de Geremek lezing, als huldeblijk voor het politieke en wetenschappelijke werk van Geremek.

## Overlijden
Bronisław Geremek overleed op 76-jarige leeftijd, als gevolg van een auto-ongeluk in Polen. Hij was op weg naar een bijeenkomst in Brussel.
Vele prominente Europeanen reageerden op zijn overlijden en spraken hun waardering voor hem uit.
Zo sprak de voorzitter van de Europese Commissie, José Manuel Barroso de hoop uit dat toekomstige generaties Geremek als voorbeeld zullen nemen als symbool van een vrije geest en de strijd voor de vrijheid.
De Franse president Nicolas Sarkozy noemde Geremek een groot bijdrager aan de opbouw van Europa en aan de hereniging van het continent.
Hans-Gert Pöttering, voorzitter van het Europees Parlement, zei dat Geremek bewees dat het mogelijk is om dicht bij zijn eigen land te staan en tegelijkertijd ook dicht bij Europa te staan.